# داريو نيزيفيتش
داريو نيزيفيتش (بالكرواتية: Dario Knežević)‏ ، من مواليد 20 ابريل 1982 في رييكا في يوغسلافيا ، لاعب كرة قدم كرواتي.
يلعب مع نادي ليفورنو الإيطالي منذ عام 2006.
بدأ باللعب مع منتخب كرواتيا لكرة القدم في عام 2006.

## روابط خارجية
- داريو نيزيفيتش على موقع الاتحاد الدولي (مؤرشف)  (الإنجليزية)
- داريو نيزيفيتش على موقع قاعدة بيانات كرة القدم.إي يو (الإنجليزية)
- داريو نيزيفيتش على موقع ناشيونال فوتبول تيمز (الإنجليزية)
- داريو نيزيفيتش على موقع عالم كرة القدم.نت (الإنجليزية)
- داريو نيزيفيتش على موقع AS.com (الإسبانية)